# Epomophorus minimus
Epomophorus minimus és una espècie de ratpenat de la família dels pteropòdids. Viu a Etiòpia, Kenya, Somàlia, Tanzània i Uganda. El seu hàbitat natural són les sabanes seques i àrides. Es creu que no hi ha cap amenaça significativa per a la supervivència d'aquesta espècie, tot i que algunes poblacions es veuen afectades per la desforestació.